# کارلووسکو
کارلووسکو (به بلغاری: Karlovsko) یک منطقهٔ مسکونی در بلغارستان است که در ایوالوفگراد واقع شده‌است.